# Tango Ya Ba Wendo
Pour plus de détails, voir Fiche technique et Distribution.
Tango Ya Ba Wendo  (Wendo, père de la rumba zaïroise) est un film documentaire congolais réalisé en 1992 par Roger Kwami Zinga et Mirko Popovitch.

## Synopsis
Tango Ya Ba Wendo, qui signifie L'époque de WENDO en lingala, correspond au nom donné à Kinshasa aux années 1940-1950, quand triomphe le pionnier de la rumba zaïroise, Antoine Kolosoyi dit Wendo. Mais c'est aussi le titre d'une émission télévisée des années 70-80, animée par Mesdames Angebi et Ngelebeya Kankazu. Ce film revient sur les pas de Wendo, à la découverte du son qui l’avait rendu célèbre. En 1992, Wendo approche des 70 ans. Le vieux chanteur-baroudeur raconte sa vie, sa mère chanteuse traditionnelle, son premier métier – mécanicien, ses débuts dans la chanson du temps de la colonie, puis les succès et l’oubli… et il continue à chanter encore et encore

## Fiche technique
- Réalisation : Roger Kwami Zinga et Mirko Popovitch
- Production : Atelier Jeunes Cinéastes Ti Suka
- Scénario : Mirko Popovitch et Kwami Zinga
- Image : Jean-Louis Penez
- Montage : Marie-Hélène Mora
- Son : Daniel Léon Richard Verthé
- Musique : Wendo Kolosoy
- Co-production : WIP

## Récompense
- FESPACO 1993 : Prix du meilleur documentaire.